# Sacro Cuore (Sassari)

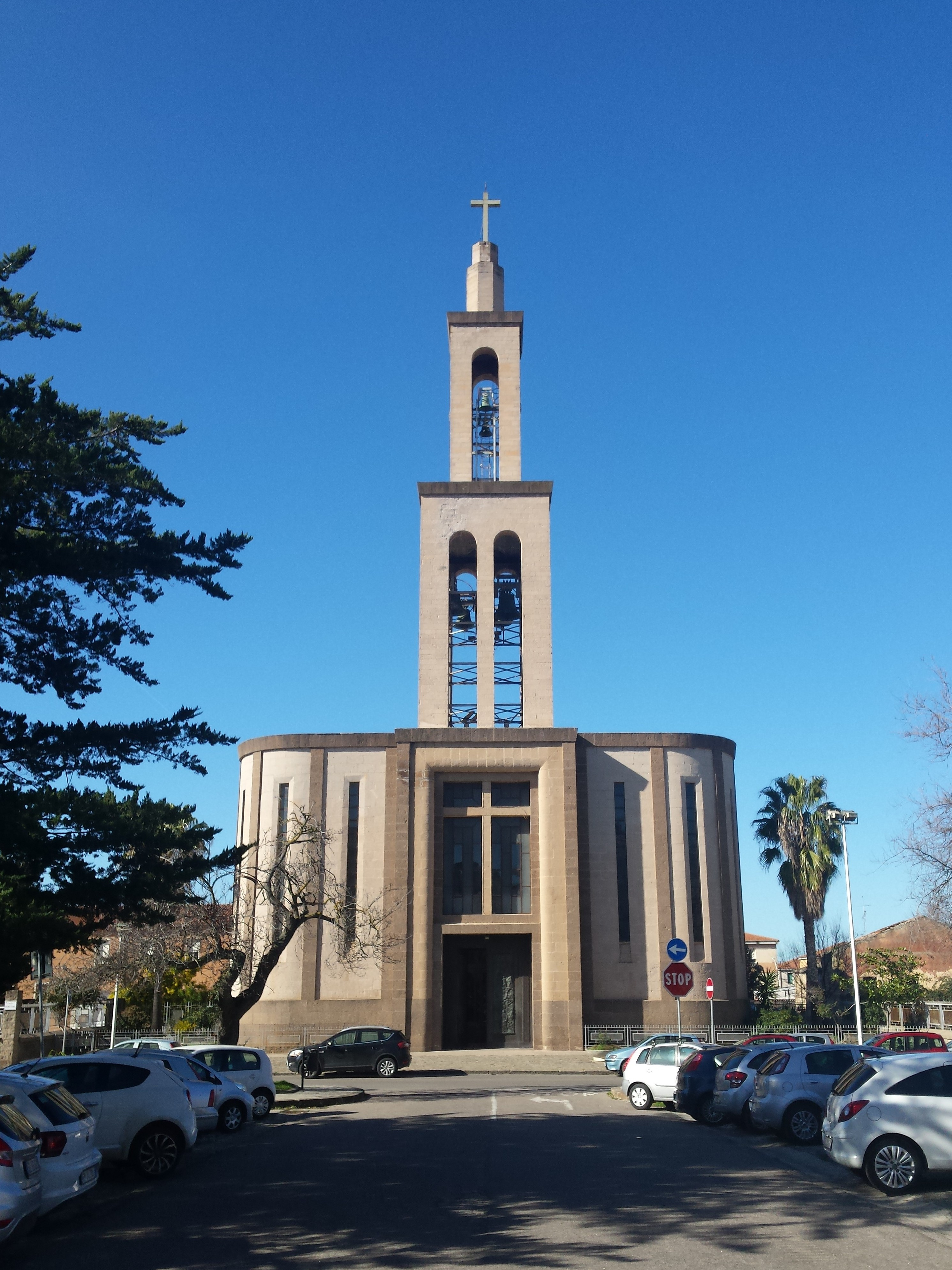
Basilika Sacro Cuore

Die Basilika Sacro Cuore ist eine römisch-katholische Kirche im gleichnamigen Stadtteil von Sassari auf Sardinien, Italien. Die Pfarrkirche des Erzbistums Sassari ist dem Heiligsten Herzen Jesu gewidmet und trägt den Titel einer Basilika minor. Das Bauwerk wurde Mitte des 20. Jahrhunderts im Stil des Rationalismus errichtet.

## Geschichte
Die Gründung des Gotteshauses geht auf Erzbischof Arcangelo Mazzotti zurück, der das Projekt bei Ambrogio Annoni, einem Schüler von Camillo Boito und Luca Beltrami, in Auftrag gab. Die ersten Entwürfe wurden 1935 vorgestellt und in der Rassegna di architettura als Beispiel für zeitgenössischen Kirchenbau veröffentlicht. Hervorgehoben wurde die Art und Weise, wie es traditionelle Ideen und Konzepte im Zusammenhang mit der Liturgie mit zeitgenössischen Formen und Proportionen verbindet. Der Grundstein wurde 1943 gelegt, und 1952 wurde das Gebäude geweiht. Begleitet wurde der Bau vom späteren Pfarrer Piga, der trotz knapper Finanzierung einen steten Baufortschritt erreichte. Die Fertigstellung des Gebäudes und seiner Ausstattung erfolgte 1969. Im Jahr 1980 wurde die Kirche in den Rang einer Basilika minor erhoben.

## Beschreibung
Im Jahr 1935 legte Annoni zwei Entwürfe vor; der erste und endgültige Entwurf wies modernere Linien auf, während der zweite eine Giebelfassade für die Kirche vorsah, deren Linien auf traditionellen Vorbildern beruhten. In dem von ihm ausgeführten Projekt der Saalkirche versuchte der Architekt, traditionelle Motive wie den Kreuzgrundriss, die Apsis und die Anordnung zweier symmetrischer Kapellen am Anfang des einzigen Kirchenschiffs so zusammenzuführen, dass die formale Andeutung einer Doppelturmfassade entsteht, die sich besonders in den seitlichen Rundungen der Fassade zeigt. Dieser Kapellenkomplex bildet einen Kontrast zur Trapezform des Kirchenschiffs, das sich zum Chor hin leicht verbreitert. Annoni wendet hier eine gewisse Form der Verzerrung des traditionellen Schemas an, die damals als Neuheit angesehen wurde. Im Kontext der damaligen Zeit ist auch der Glockenturm erwähnenswert, der, der Idee eines schlanken Stahlbetongerüsts folgend, so an der Fassade positioniert ist, dass er in starkem Kontrast zur flachen Linie des Kirchenkörpers steht.
Das Äußere besteht aus einer geradlinigen, von Pilastern unterbrochenen Fassade mit einem hohen Glockenturm in der Mitte. Die Dekorationen illustrieren Themen rund um das Heilige Herz. Die Fresken und einige Altarbilder, die zwischen 1960 und 1968 entstanden, sind das Werk des Malers Costantino Spada, der auch die Entwürfe für die Glasfenster und Mosaike lieferte. Die Bronzetüren wurden 1968 von dem toskanischen Bildhauer Mario Moschi geschaffen.
Links von der Apsis befindet sich die Orgel von Tamburini op. 649 aus dem Jahr 1972. Sie verfügt über eine gemischte Übertragung: mechanisch für die Manuale und das Pedal und elektrisch für die Register und Kombinationen. Der Spieltisch verfügt über drei Manuale mit je 61 Tasten und ein 32-teiliges konkav-radiales Pedal.